# Império do Divino Espírito da Terra do Pão (Madalena do Pico)

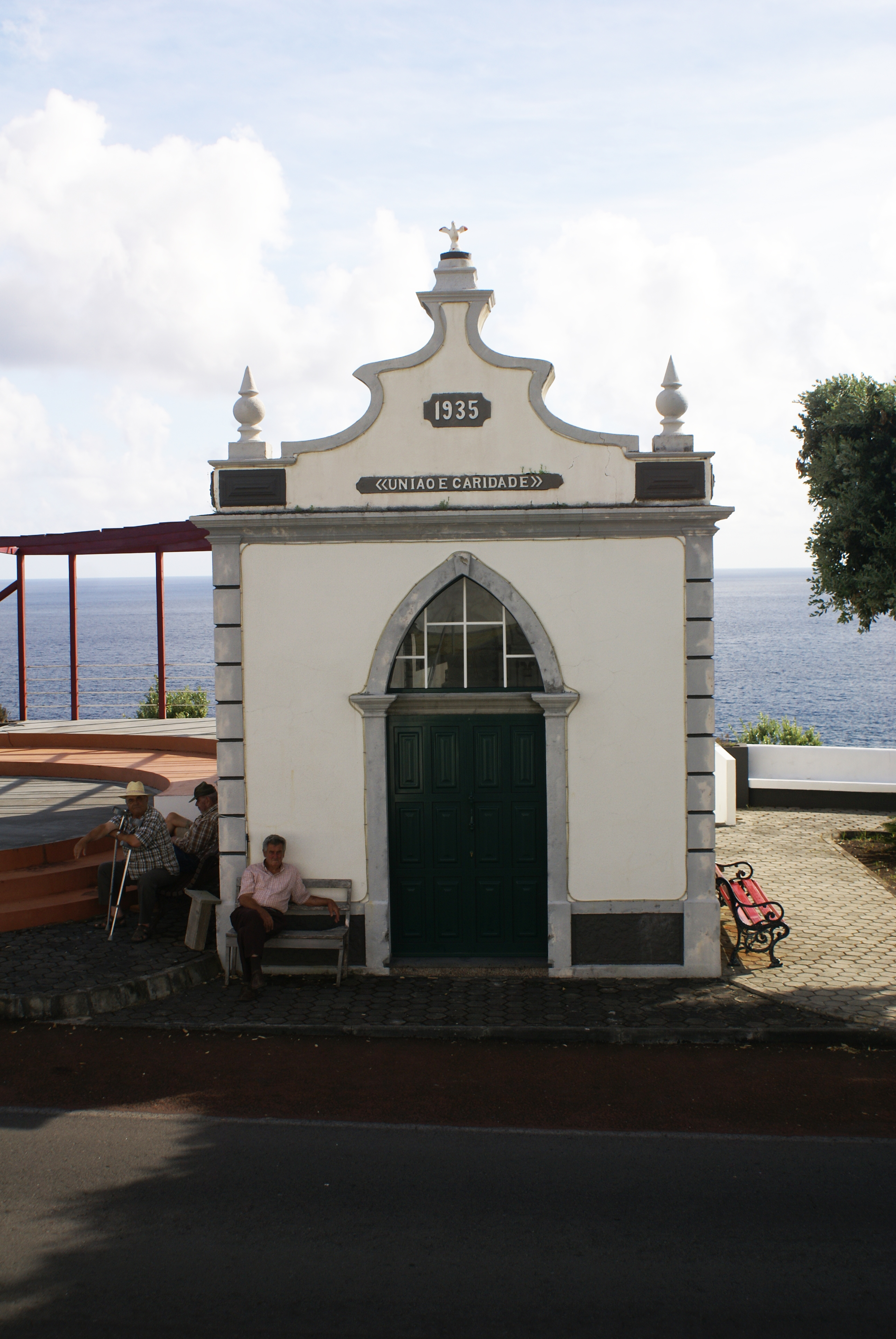
Império do Espírito Santo da Terra do Pão.

O Império do Divino Espírito Santo da Terra do Pão é um Império do Espírito Santo português que se localiza no lugar da Terra do Pão na freguesia da São Caetano, concelho da Madalena do Pico, ilha do Pico, arquipélago dos Açores.
A data de construção deste império do Divino recua ao século XX, mais precisamente ao ano de 1935.